# Góry Południowokamyszowe
Góry Południowokamyszowe (ros.: Южно-Камышовый хребет, Jużno-Kamyszowyj chriebiet) – pasmo górskie w azjatyckiej części Rosji, w południowej części Sachalinu, na południe od przesmyku Pojasok. Stanowi południową część Gór Zachodniosachalińskich. Rozciąga się na długości ok. 200 km. Najwyższy szczyt osiąga 1021 m n.p.m..